# Anoectangium aestivum
Anoectangium aestivum là một loài Rêu trong họ Pottiaceae. Loài này được (Hedw.) Mitt. mô tả khoa học đầu tiên năm 1869.